# Neil Bibby

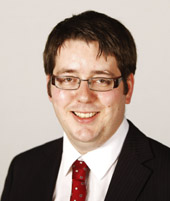
Neil Bibby

Neil Bibby (* 6. September 1983 in Paisley) ist ein schottischer Politiker und Mitglied der Labour Party und der Co-operative Party.

## Leben
Bibby besuchte die Kilbarchan Primary School und die Gryffe High School. Anschließend studierte er Sozialwissenschaften an der Universität Glasgow und schloss als Master ab.

## Politischer Werdegang
Im Alter von 17 Jahren trat Bibby in die Labour Party ein. Bevor er in das Schottische Parlament gewählt wurde, war Bibby bereits Vorsitzender der Jugendorganisation der Labour Party sowie Vorsitzender des Labour-Studentenbundes. 2007 wurde er dann in den Regionalrat von Renfrewshire gewählt. Bei den Schottischen Parlamentswahlen 2011 trat Bibby erstmals zu nationalen Wahlen an. Er bewarb sich jedoch nicht um das Direktmandat eines Wahlkreises, sondern war auf der Regionalwahlliste der Labour Party für die Wahlregion West Scotland gesetzt. Infolge des Wahlergebnisses erhielt er eines der drei Listenmandate der Labour Party für West Scotland und zog erstmals in das Schottische Parlament ein.